# エレクトロニック

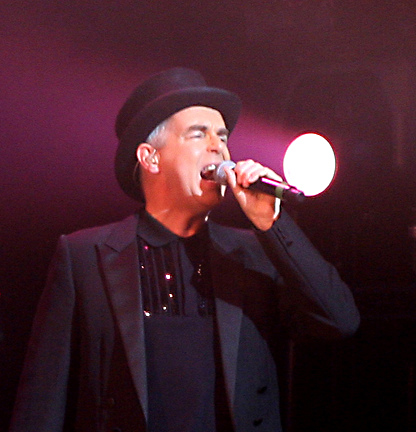
ペット・ショップ・ボーイズのニール・テナント

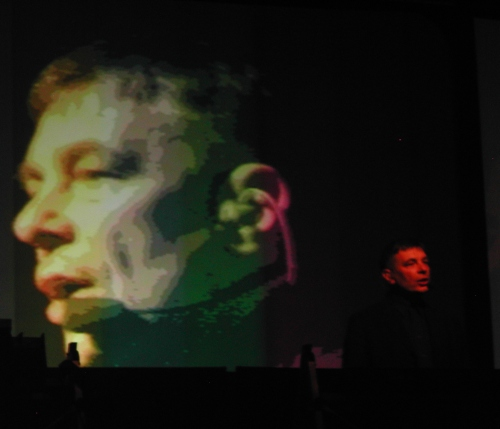
元「クラフトワーク」カール・バルトス

エレクトロニック（Electronic）は、ニュー・オーダーのボーカルのバーナード・サムナーと、元ザ・スミスのギタリストジョニー・マーからなるグループ。当時彼らが所属していたバンドは、共に作品のリリース間が長くなる傾向があったため、メインのバンドの活動休止期間の「オン/オフ」プロジェクトとして、時折、ゲスト・アーティストを迎えながらエレクトロニックとして活動していた。
多くのニュー・オーダーのサイドプロジェクトの中で、最も商業的に良好なものは、このエレクトロニックであった。彼らの最初のシングル『Getting Away With It』は、バッキング・ボーカルにペット・ショップ・ボーイズのニール・テナントを迎え、イギリスで最高12位、さらに1990年にアメリカでチャート入りを果たし、続くセルフタイトルのデビューLPは世界中で100万枚を売り上げた。しかしセカンド・アルバムはおよそ10万枚のセールスにとどまるなど、バンドとしては決してニュー・オーダーやザ・スミス、ペット・ショップ・ボーイズに及ぶ程の人気を獲得することができなかった。

## 来歴
バーナード・サムナーとジョニー・マーは、1984年にサムナーがプロデュースを手がけていたクアンド・クアンゴの楽曲にザ・スミスのギタリストが参加したことをきっかけに出会った。1988年、サムナーはニュー・オーダーの他のメンバーが、バンドの音楽にシンセサイザーを加えたいという自身の希望を受け入れてくれないことに不満を持つ。ソロ・アルバムの制作を決意するも、1人で作業を行うことに楽しさを感じないことに気づき、マーに助けを求めた。
1989年12月にシングル『ゲッティング・アウェイ・ウィズ・イット』を発売。ボーカルはサムナーとペット・ショップ・ボーイズのニール・テナントが務めた。
1991年6月に1枚目のアルバム『エレクトロニック』を発売。同作は全英アルバムチャートで最高位2位を獲得した。
エレクトロニックは、『トップ・オブ・ザ・ポップス』や『TFI Friday』などのテレビ番組に出演し、シングル曲の演奏を行っていた。その一方で、1996年に発売されたアルバム『レイズ・ザ・プレッシャー』のプロモーションを目的としたライブツアーは行わず、3枚目のアルバムのレコーディングを素早く行うことを決めた。2人はダヴズのベーシストであるジミ・グッドウィンとブラック・グレープのドラマーであるジェド・リンチを迎えて、アルバム『トゥイステッド・テンダネス』の制作を行った。同作はグループの人気の回復には繋がらなかった一方で、批評家から高い評価を得た。
その後、2人は他のプロジェクトに移行することとなったが、エレクトロニックの正式な解散発表は行っていない。

## ディスコグラフィ

### シングル
| 年                          | タイトル                               | 最高位 | 最高位 | 最高位 | 最高位 | 最高位 | 最高位 | 最高位 | 最高位 | 最高位 | 最高位 | 最高位 | 最高位 | 初収録アルバム                 |
| 年                          | タイトル                               | UK     | IE     | NL     | DEU    | AUT    | SWE    | AUS    | NZ     | US     | US DCP | US DMS | US Alt | 初収録アルバム                 |
| --------------------------- | -------------------------------------- | ------ | ------ | ------ | ------ | ------ | ------ | ------ | ------ | ------ | ------ | ------ | ------ | ------------------------------ |
| 1989年                      | ゲッティング・アウェイ・ウィズ・イット | 12     | —      | —      | —      | —      | —      | 40     | 32     | 38     | 7      | 13     | 4      | 『エレクトロニック』           |
| 1991年                      | ゲット・ザ・メッセージ                 | 8      | —      | 60     | 37     | —      | —      | 71     | —      | —      | 8      | 15     | 1      | 『エレクトロニック』           |
| 1991年                      | フィール・エブリー・ビート             | 39     | —      | —      | —      | —      | —      | —      | —      | —      | 28     | —      | 27     | 『エレクトロニック』           |
| 1992年                      | ディスアポインテッド                   | 6      | 17     | 77     | 20     | 23     | 14     | —      | —      | —      | 10     | 6      | 9      | 『Songs from the Cool World』  |
| 1996年                      | フォービトゥイーン・シティ             | 14     | —      | —      | —      | —      | 31     | —      | —      | —      | —      | —      | —      | 『レイズ・ザ・プレッシャー』   |
| 1996年                      | フォー・ユー                           | 16     | —      | —      | —      | —      | —      | —      | —      | —      | —      | —      | —      | 『レイズ・ザ・プレッシャー』   |
| 1997年                      | セカンド・ネイチャー                   | 35     | —      | —      | —      | —      | —      | —      | —      | —      | —      | —      | —      | 『レイズ・ザ・プレッシャー』   |
| 1999年                      | ビビット                               | 17     | —      | —      | —      | —      | —      | —      | —      | —      | —      | —      | —      | 『トゥイステッド・テンダネス』 |
| 1999年                      | レイト・アット・ナイト                 | —      | —      | —      | —      | —      | —      | —      | —      | —      | —      | —      | —      | 『トゥイステッド・テンダネス』 |
| 「—」はチャート圏外を表す。 |                                        |        |        |        |        |        |        |        |        |        |        |        |        |                                |

### スタジオ・アルバム
| タイトル                    | 原題               | リリース                                                     | 最高位 | 最高位 | 最高位 | 最高位 | 認定             |
| タイトル                    | 原題               | リリース                                                     | UK     | AUS    | RPM    | US     | 認定             |
| --------------------------- | ------------------ | ------------------------------------------------------------ | ------ | ------ | ------ | ------ | ---------------- |
| エレクトロニック            | Electronic         | - 発売日 : 1991年5月27日 - レーベル : ファクトリー・レコード | 2      | 42     | 66     | 109    | - BPI : ゴールド |
| レイズ・ザ・プレッシャー    | Raise the Pressure | - 発売日 : 1996年7月8日 - レーベル : パーロフォン            | 8      | 94     | 31     | 143    | - BPI : シルバー |
| トゥイステッド・テンダネス  | Twisted Tenderness | - 発売日 : 1999年4月12日 - レーベル : パーロフォン           | 9      | 78     | —      | —      |                  |
| 「—」はチャート圏外を表す。 |                    |                                                              |        |        |        |        |                  |

### コンピレーション・アルバム
| タイトル                       | 原題                                     | リリース                                  | 最高位 |
| タイトル                       | 原題                                     | リリース                                  | UK     |
| ------------------------------ | ---------------------------------------- | ----------------------------------------- | ------ |
| ベスト・オブ・エレクトロニック | Get the Message – The Best of Electronic | - 発売日 : 2006年9月18日 - レーベル : EMI | 194    |